# Gmina Škabrnja
Gmina Škabrnja (chorw. Općina Škabrnja) – gmina w Chorwacji, w żupanii zadarskiej. W 2011 roku liczyła  1776 mieszkańców.